# North Barrington (Illinois)
North Barrington est un village du comté de Lake dans l'Illinois, aux États-Unis. Situé au sud-ouest du comté, il est incorporé le 15 juillet 1960.

## Démographie
Lors du recensement de 2010, le village comptait une population de 3 047 habitants. Elle est estimée, en 2016, à 3 007 habitants.

## Source de la traduction
- (en) Cet article est partiellement ou en totalité issu de l’article de Wikipédia en anglais intitulé « North Barrington, Illinois » (voir la liste des auteurs).